# Jalpa de Méndez (Messico)
Jalpa de Méndez è una municipalità dello stato di Tabasco, nel Messico meridionale, il cui capoluogo è la città omonima.
La municipalità conta 83.356 abitanti (2010) e ha un'estensione di 370,8 km².
Il significato di Jalpa in lingua nahuatl è Sopra la sabbia, mentre la seconda parte del nome è dedicata al colonnello Gregorio Méndez Magaña, eroe della resistenza contro i francesi, al tempo dell'intervento francese in Messico.